# 장우식 (스피드스케이팅 선수)
장우식(張祐植, 1914년 1월 18일 ~ 1971년)은 일제강점기의 스피드 스케이팅 선수로, 평안북도 신의주시 출신이다.
일본 메이지 대학 예과에 재학 중이던 1935년 1월 25일 일본 빙상 선수권에 출전해, 10,000m는 19분 9초 6로 2위, 5,000m는 9분 16초 5로 4위를 기록해 상위권에 들었다.난도 구니오, 나카무라 다이키치와 함께 올림픽 보궐 대표선수로 선정되었다. 이후 자비 참가를 조건으로 1936년 가르미슈파르텐키르헨 동계 올림픽에 출전하여 남자 스피드 스케이팅 5000m에서 27위, 10000m에서 26위에 그쳤으나 개인 최고 기록은 경신하였다.
올림픽 이후의 행적은 잘 알려져 있지 않으며 정확한 사망 시점도 불명확하다. 한국 측 자료에서는 1971년으로 되어 있고, 마라토너 손기정도 1976년 《동아일보》와의 인터뷰에서 장 선수를 언급하며 "(그분은) 이미 세상을 떠났으니 인생이 허무하게 된다"고 밝힌 바 있다. 그러나 일본 측 자료에서는 1988년 일본 도쿄에 거주하고 있는 것이 확인되어 르포라이터가 인터뷰를 청했으나 '너무 바쁘다'는 이유로 거절했다는 기록이 남아 있다.